# Ohmbach
Ohmbach ist eine Ortsgemeinde im Landkreis Kusel in Rheinland-Pfalz. Sie gehört der Verbandsgemeinde Oberes Glantal an.

## Geographie

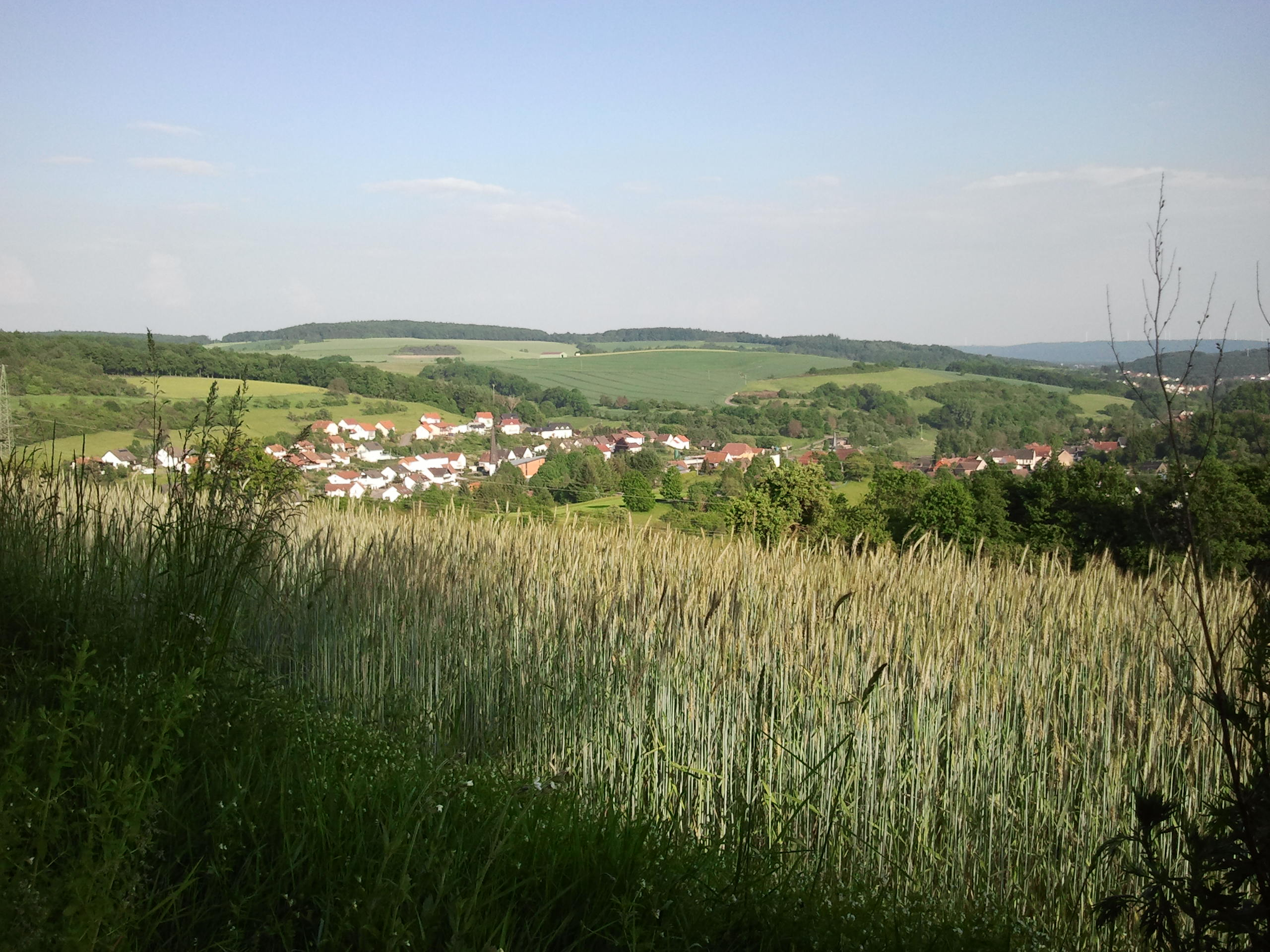
Blick auf Ohmbach von „de Platt“

Ohmbach liegt in etwa 260 m ü. NHN im Nordpfälzer Bergland. Die Gemeinde wird im Südwesten und Osten von bewaldeten Höhen wie dem Wartenstein oder dem Knechtenberg umrahmt. Letztgenannter ist mit 387 m die höchste Erhebung auf der Ohmbacher Gemarkung.
Der Ort wird von dem gleichnamigen Ohmbach durchflossen. Die nächsten größeren Städte sind Kaiserslautern etwa 35 km östlich und Saarbrücken etwa 40 km südwestlich.
Folgende Gemeinden grenzen an die Gemeinde Ohmbach und liegen – im Uhrzeigersinn beginnend im Norden – alle im Landkreis Kusel: Herschweiler-Pettersheim, Steinbach am Glan, Brücken (Pfalz), Dittweiler, Altenkirchen (Pfalz), Frohnhofen, Krottelbach.

## Geschichte

### Frühe Geschichte
Ohmbach entwickelte sich aus den ursprünglich selbstständigen Gemeinden Ober- und Niederohmbach (ehemals Weitersbach).
Beide Dörfer sind fränkischen Ursprungs und wohl im 7. und 8. Jahrhundert entstanden. Benannt wurden die beiden Orte vermutlich nach den Sippenältesten, so Witharisbach nach Witharis, aus dem sich später Weitersbach entwickelte, und Ohmbach nach Bach des Ovo bzw. Bach des Obo. Hieraus wurde über die Jahrhunderte 977 Ovenbach bzw. Ouenbach, 1256 Ovinbach, 1410 Obinbach, 1477 Obenbach, 1585 Ombach und seit 1592 das heutige Ohmbach. Hierbei ist zu beachten, dass die unterschiedlichen Schreibweisen auf die Unwissenheit fürstlicher Schreiber zurückzuführen sind. Ernst Christmann leitet den Namen vom althochdeutschen auwa, mittelhochdeutsch ouwe, neuhochdeutsch Aue, ab und deutet ihn als durch Auen fließender Bach.
Die ersten Bewohner der Landschaft waren wohl die Kelten. Grabhügel von ihnen sind in Wahnwegen, Krottelbach und Ohmbach zu finden.
Neben keltischen Grabhügeln finden sich auch römische Siedlungen auf der Gemarkung von Ohmbach. Ausgrabungen aus dem 20. Jahrhundert auf dem Hügel Rennweiler brachten Mauerzüge, Architekturfragmente und sogar Terra Sigillata hervor. Die Reste des Bauwerks befinden sich direkt angrenzend an einer Römerstraße, die Waldmohr mit Kusel verband und hier das Ohmbachtal überquerte.

### Urkundliche Erwähnung

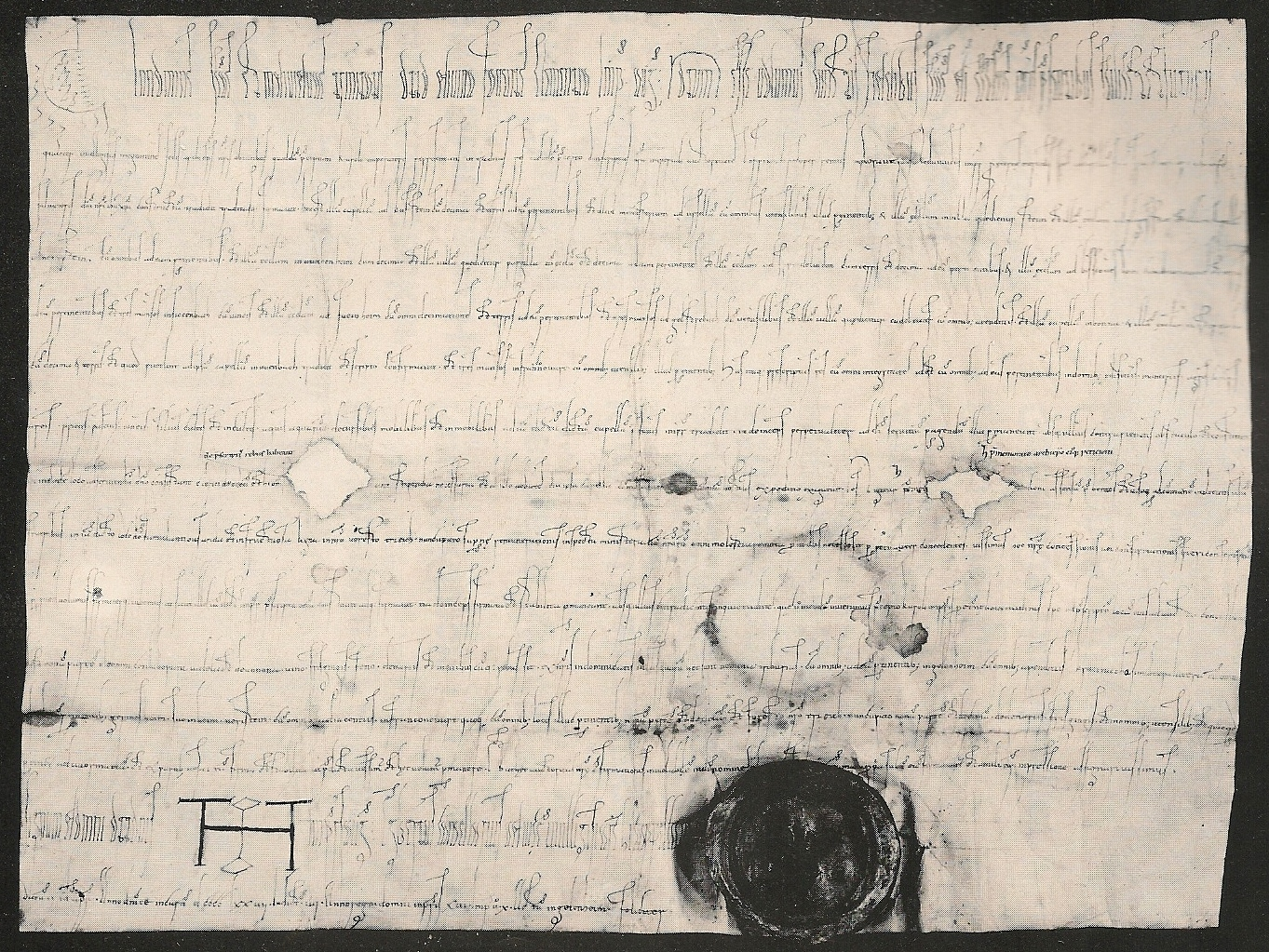
Erste urkundliche Erwähnung Ohmbachs

Oberohmbach wurde am 12. April 977 als Ouenbach erstmals urkundlich bekannt. In der Urkunde Kaiser Otto des II. wurde auf Wunsch des Mainzer Erzbischofs Willigis der Besitz der Salvatorkapelle zu Frankfurt am Main bestätigt. Erzbischof Willigis veranlasste 975/976 den Wiederaufbau des Klosters Disibodenberg und zu seiner Unterhaltung verschiedene Schenkungen aus Mainzer Besitz. Diese Urkunde ist allerdings nicht erhalten geblieben, der Inhalt jedoch ist aus späteren Urkunden der Jahre 1108 und 1128 zu entnehmen.

### Bis 1900

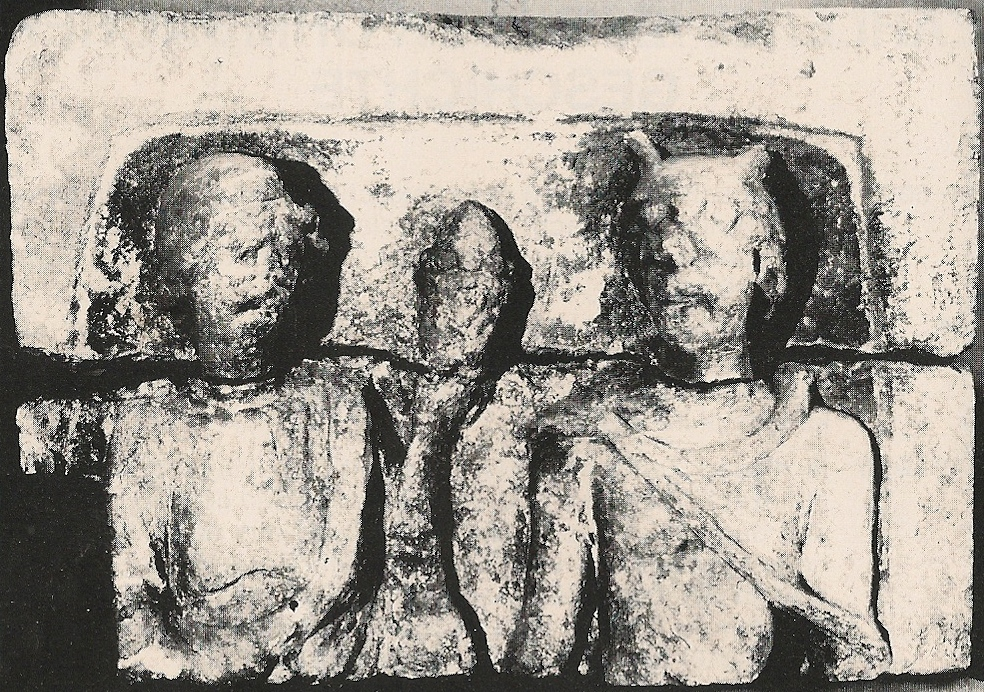
Römisches Götterrelief aus der Ohmbacher Kirchenmauer

Graf Gerlach V. von Veldenz kaufte im Jahre 1256 Güter des Klosters Disibodenberg samt Zehnten, Zinsen und Patronatsrecht der Kirche zu Ovinbach und übergab sie dann dem Kloster Wörschweiler. Im Jahre 1444, mit dem Aussterben der Veldenzer Grafen im Mannesstamm, gelangte Ovinbach im Erbgang zum Herzogtum Pfalz-Zweibrücken. Weitersbach gehörte dem Reichsland an, wurde 1375 mit dem Kübelberger Gericht den Grafen von Sponheim verpfändet und fiel 1437 wieder an die Kurpfalz. Diese territoriale Zugehörigkeit beider Orte bestand über 300 Jahre unverändert fort. Im Jahre 1612 einigten sich Kurpfalz und Pfalz-Zweibrücken im Landauer Vertrag darauf, die Einnahmen aus dem Vermögen der Ohmbacher Kirche, deren Grundbesitz sich auf Gemarkung beider Gemeinden befand, zu teilen und Geld und Getreide je zur Hälfte an die Collectur zu Lautern und die Kirchenschaffnei Lichtenberg zu liefern.
Im Dreißigjährigen Krieg wurde auch Ohmbach mit seinen beiden Ortsteilen weitgehend zerstört. Von Ohmbach heißt es in einem Steuerbuch des damaligen Schultheißen Hans Müller: Seit 1628 ist nichts mehr gebaut worden und wohnet niemand allda. Im Jahre 1673 wurde die Pfalz durch die Truppen des französischen Königs Ludwig XIV. besetzt. Im Jahre 1779 fiel Niederohmbach durch Tausch des kurpfälzischen Unteramts Kübelberg an Pfalz-Zweibrücken. Ab 1793 eroberte die französische Revolutionsarmee das Linke Rheinufer.
Im neugebildeten Saardepartement wurden die beiden Orte erstmals zur Commune d’Ohmbach im Kanton Kusel zusammengeschlossen. 1816 kam Ohmbach zum Königreich Bayern. Im Jahre 1838 stellte Ober-Ohmbach den Antrag, den Kommunalverband Ohmbach wieder aufzulösen. Fast 100 Jahre lang waren die Gemeinden nun wieder getrennt. Ein Versuch der Nieder-Ohmbacher 1877 die beiden Gemeinden wieder zu vereinigen, scheiterte am Protest der Oberohmbacher. Grund hierfür war die Befürchtung des überwiegend protestantischen Oberohmbachs, dass nach der Vereinigung der Orte die Katholiken bei Gemeindewahlen mit Mehrheit die Protestanten überstimmen würden.
Auf Grund der schlechten wirtschaftlichen und sozialen Lage in der Pfalz und wegen der besonderen politischen Verhältnisse setzten viele Ohmbacher ihre Hoffnung in die Auswanderung nach Amerika. Von 1841 bis 1854 wurden 30 Familien- und Einzelanträge auf Auswanderung gestellt, was ungefähr 50 Personen entspricht; das waren zehn Prozent der Ohmbacher Bevölkerung.

### 20. Jahrhundert
Der Erste Weltkrieg fordert große Opfer. Die Gemeinden beklagen 16 Tote. Im Jahre 1936 wurde Ohmbach durch Erlass der nationalsozialistischen Regierung erneut zusammengelegt. Der Zweite Weltkrieg hinterließ 48 Gefallene und 25 Vermisste.
Nach dem Zweiten Weltkrieg wurde sie Bestandteil des damals neu gebildeten Landes Rheinland-Pfalz.
Nun trat auch in Ohmbach ein tiefgreifender sozialer Wandel ein. Die Gemeinde, die noch zu Beginn des 20. Jahrhunderts vor allem aus Bergleuten und kleineren Bauern und Handwerkern, neben wenigen größeren Pferdebauern, bestand, wurde nun zur Industriearbeitergemeinde. Die kleinen landwirtschaftlichen Nebenerwerbsbetriebe wurden in den 50er und 60er nach und nach aufgegeben.
Das Neubaugebiet Rennweiler wird 1955 erschlossen und bebaut. In der Gewanne in den Höfen wurde 1957 parallel zur Hauptstraße am östlichen Ohmbachufers, das erste größere Neubaugebiet errichtet. Seit den 60er Jahren wurden noch die Neubaugebieten am Hühnerberg und Laimersbach erschlossen. 1970 erhielten die Katholiken nach langem Bemühen eine eigene, moderne Kirche.
Zur 1000-Jahr-Feier im Jahre 1977 wurde ein fünftägiges Festprogramm mit großem historischen Festzug veranstaltet. In den 90er Jahren wurde ein neuer Kindergarten gebaut.

### Einwohnerentwicklung
Die selbständige Entwicklung der Gemeinden Niederohmbach und Oberohmbach hatte auch eigene Statistiken der Einwohnerzahlen zur Folge.
| Jahr | Niederohmbach | Oberohmbach | Gesamt |
| 1477 | -             | -           | 70     |
| 1592 | -             | 40          | -      |
| 1609 | -             | 55          | -      |
| 1628 | 0             | 0           | -      |
| 1656 | 10            | -           | -      |
| 1675 | -             | 25          | -      |
| 1768 | 52            | -           | -      |
| 1774 | 66            | -           | -      |
| 1787 | 59            | -           | -      |
| 1802 | -             | -           | 174    |
| 1838 | 171           | 290         | 461    |
| 1846 | -             | -           | 522    |
| 1852 | 185           | 307         | 492    |
| 1867 | 211           | 314         | 525    |

| Jahr | Niederohmbach | Oberohmbach | Gesamt |
| 1875 | 195           | 318         | 513    |
| 1890 | 188           | 336         | 524    |
| 1900 | 189           | 336         | 524    |
| 1910 | 199           | 330         | 529    |
| 1925 | 254           | 439         | 693    |
| 1938 | -             | -           | 728    |
| 1950 | -             | -           | 712    |
| 1961 | -             | -           | 836    |
| 1970 | -             | -           | 837    |
| 1980 | -             | -           | 788    |
| 1990 | -             | -           | 830    |
| 2000 | -             | -           | 728    |
| 2005 | -             | -           | 910    |
| 2010 | -             | -           | 886    |
| 2015 | -             | -           | 816    |

## Religion
Die seit mittelalterlicher Zeit quer durch Ohmbach entlang des Weitersbachs (auch Betzenbach genannt) verlaufende Landesgrenze zwischen dem Kurfürstentum Pfalz und dem Herzogtum Zweibrücken war nicht nur die politische, sondern auch die kirchliche Entwicklung der beiden Ortsteile getrennt. Oberohmbach war vorwiegend protestantisch, Niederohmbach katholisch. 2012 waren ca. 40 % der Einwohner katholisch und 43 % evangelisch. Die übrigen gehörten einer anderen Religion an oder waren konfessionslos.

### Evangelische Christuskirche
Die evangelische Kirche ist das älteste Bauwerk Ohmbachs aus dem 9. Jahrhundert. Von 1779 bis 1785 wurde das Langhaus der romanischen Kirche auf Grund von Baufälligkeit durch eine barocke Hallenkirche ersetzt. Der mittelalterliche Turm wurde in den Grundprinzipien erhalten. In der Kirche befindet sich die wohl älteste Stummorgel im Landkreis Kusel.

### Katholische Liebfrauenkirche
Das katholische Gotteshaus wurde im Jahre 1969/70 erbaut und am 18. Oktober 1970, dem Tag der Ohmbacher Kerwe, eingeweiht. Die Kirche erhebt sich gleichsam als Gegenpol zur alten protestantischen Kirche oberhalb der Ohmbachtalaue. Im Jahre 2014 ging die Kirche in den Besitz der Ortsgemeinde über. Diese nutzt nun die Unterkirche als Bürgerhaus, genannt „Heimat- und Kulturtreff“. Dies ist einer der seltenen Fälle in der Bundesrepublik Deutschland, dass ein Kirchengebäude in den Besitz einer Kommune übergeht, der Gottesdienstraum und das gottesdienstliche Leben jedoch erhalten bleiben.

## Politik

### Gemeindeoberhäupter
| Oberhäupter von Niederohmbach - 1762: Stephan Michael, Bürgermeister - 1762: Sommer Balthasar, Vorsteher - 1767–1789: Groß Phillip, Oberbürgermeister - 1767: Kirsch Wilhelm, Vorsteher - 1797: Schramm Johannes, Vorsteher - 1840–1848: Kirsch Jakob, Adjunkt - 1850–1866: Sommer Jakob, Adjunkt - 1869–1870: Bauer Jakob, Adjunkt - 1871–1872: Kuhn Jakob, Adjunkt - 1872–1874: Schuck Jakob, Adjunkt - 1875–1884: Brauer Sebastian, Adjunkt - 1884–1889: Schuck Jakob, Adjunkt - 1890–1910: Straßer Paul, Adjunkt - 1910–1918: Jung Jakob, Adjunkt - 1918–1930: Jung Jakob, 2. Bürgermeister - 1930–1933: Hemmer Johann, 2. Bürgermeister - 1933–1936: Sommer Johann, 2. Bürgermeister | Oberhäupter von Oberohmbach - 1840: Dauber, Adjunkt - 1841–1843: Ludwig Jakob, Adjunkt - 1844–1848: Becker Daniel, Adjunkt - 1849–1857: Dauber, Adjunkt - 1858–1874: Becker Daniel, Adjunkt - 1874–1875: Ludwig Jakob, Adjunkt - 1899–1904: Ohliger Jakob, Adjunkt - 1904–1909: Daniel Jakob, Adjunkt - 1909–1918: Kurz Johann, Adjunkt - 1918–1933: Hartmuth Karl, 2. Bürgermeister - 1933–1936: Müller Adolf, 2. Bürgermeister | Oberhäupter von Ohmbach - 1819–1828: Dauber, Abraham, Adjunkt - 1829–1834: Lensch Johannes, Adjunkt - 1835–1838: Pfaff Peter, Adjunkt - 1838–1840: Dauber, Adjunkt - 1936–1945: Müller Adolf, 1. Beigeordneter - 1945–1946: Kurz August, kommissarischer Bürgermeister - 1946–1948: Becker Ludwig, 1. Beigeordneter - 1948–1952: Huber Richard, 1. Beigeordneter - 1952–1956: Hanß Willibald, 1. Beigeordneter - 1956–1964: Spang Rudolf, 1. Beigeordneter - 1964–1969: Heinz Oswald, 1. Beigeordneter - 1969–1974: Meier Stefan, 1. Beigeordneter - 1974–1979: Karl Kauf, Ortsbürgermeister - 1979–1999: Jacquard Willi, Ortsbürgermeister - 1999–2004: Körbel Karl-Heinz, Ortsbürgermeister - 2004–2019: Mayer Jochen, Ortsbürgermeister - seit 2019: Kauf Gerhard, Ortsbürgermeister |

Gerhard Kauf wurde am 16. August 2019 Ortsbürgermeister von Ohmbach. Bei der Direktwahl am 26. Mai 2019 war er für fünf Jahre gewählt worden. Er wurde im Juni 2024 wiedergewählt.

### Wappen
Von Schwarz und Gold gespalten, rechts ein rotbewehrter und -bezungter goldener Löwe, links ein wachsender linksgekrümmter roter Abtstab, unten überlegt von einem blauen Wellenbalken. Ohmbach gehörte mit seinen beiden Ortsteilen im Alten Reich zur Kurpfalz, was durch die linke Schildhälfte und die Schildfarben zum Ausdruck kommt. Die Kirche gehörte früher dem Kloster Disibodenberg, wofür der Krummstab steht. Der Wellenbalken weist auf den dem Ortsnamen entsprechenden Ohmbach hin. Dieses Wappen genehmigte die Bezirksregierung Rheinhessen-Pfalz im Jahre 1971.

## Kultur und Sehenswürdigkeiten

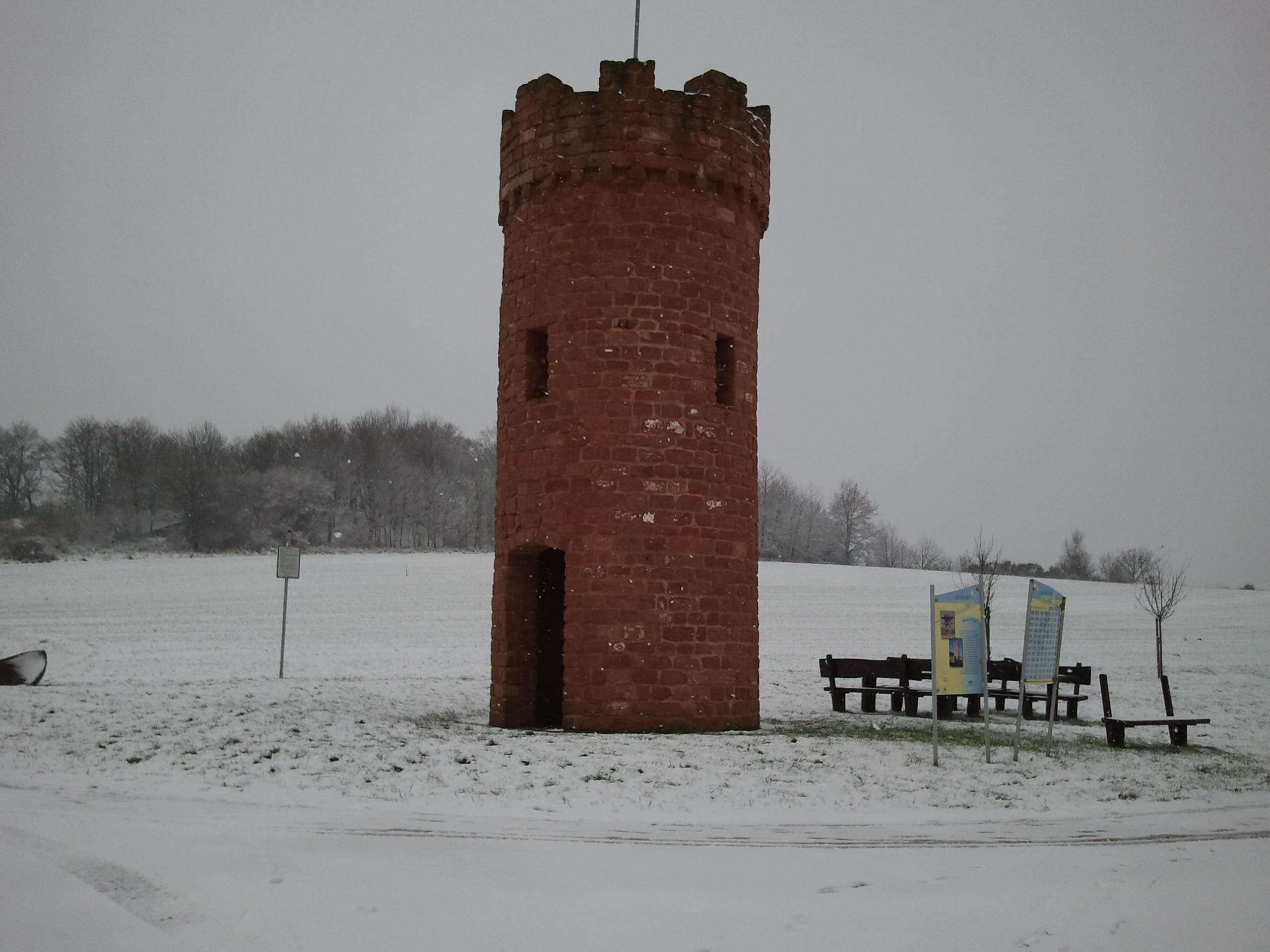
Wartturm

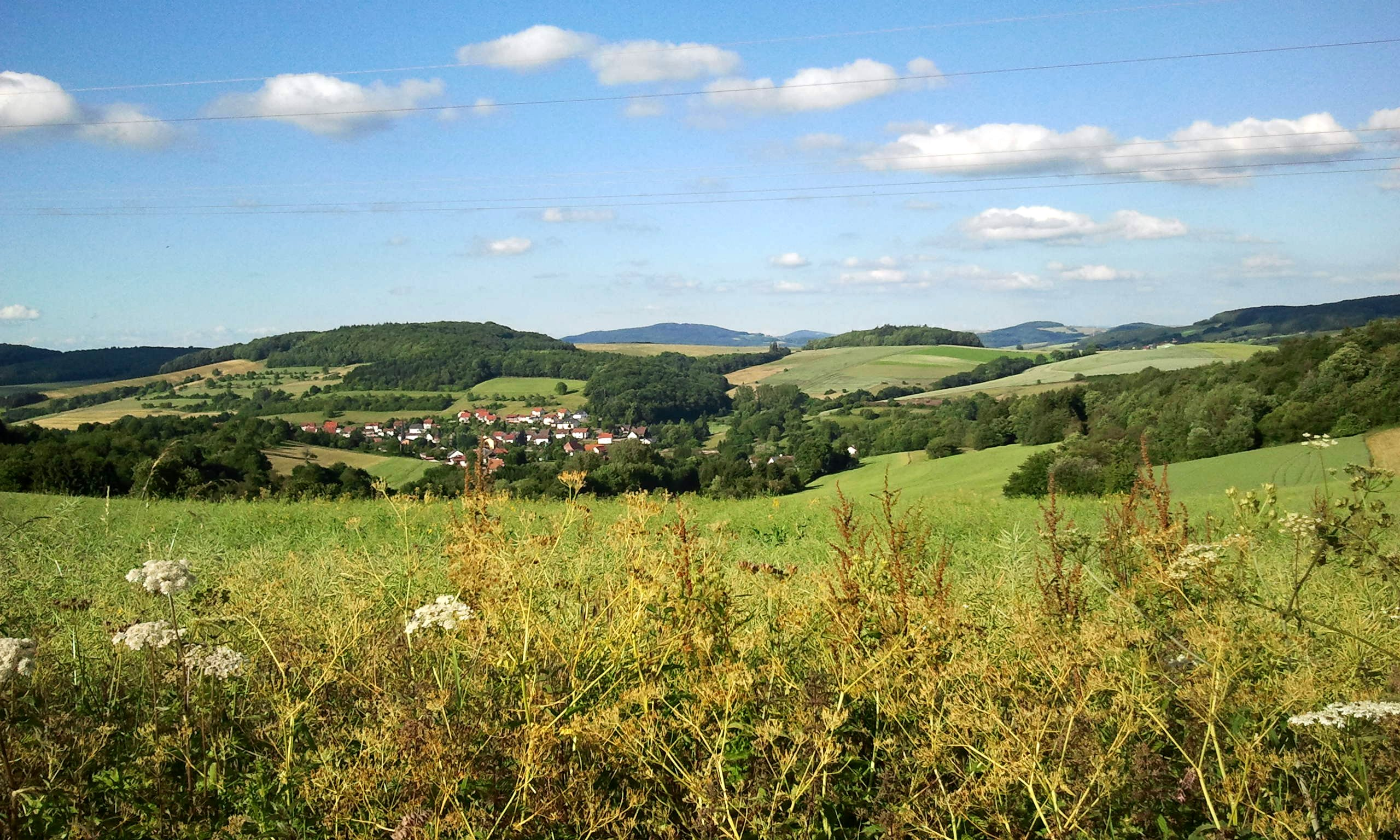
Blick auf Ohmbach vom Wartturm aus

### Wartturm
Der Ohmbacher Wartturm wurde 2005 etwas unterhalb des südwestlich von Ohmbach in der Gemarkung von Dittweiler liegenden 375,8 m ü. NHN hohen Wartensteins errichtet und dient als Aussichtspunkt. Der 8,2 m hohe Turm ist Teil des „Begehbaren Geschichtsbuches“, das mit drei Rundwanderwegen und vielen Sehenswürdigkeiten durch die Verbandsgemeinde Schönenberg-Kübelberg führt.

### Vereine und Vereinigungen
| - Freizeitclub - Freiwillige Feuerwehr - Feuerwehr-Förderverein - Jugendfeuerwehr - Katholische Frauengemeinschaft - Kindergarten-Förderverein - Landfrauenverein | - Obst-Garten-Natur- und Kulturverein - Pensionärverein - Reservistenkameradschaft - Sportverein - Sportverein-Förderverein - Schachclub - Turnverein |

## Wirtschaft und Infrastruktur
Durch Ohmbach führt die Landesstraße 350, die Konken mit Brücken verbindet. Südöstlich verläuft die A 6, nordöstlich die A 62. In Glan-Münchweiler steht ein Bahnhof der Bahnstrecke Landstuhl–Kusel. Buslinien der Südwest Mobil GmbH verbinden Ohmbach mit den Bahnhöfen Homburg und Kusel.